# Szymon Bogumił Zug

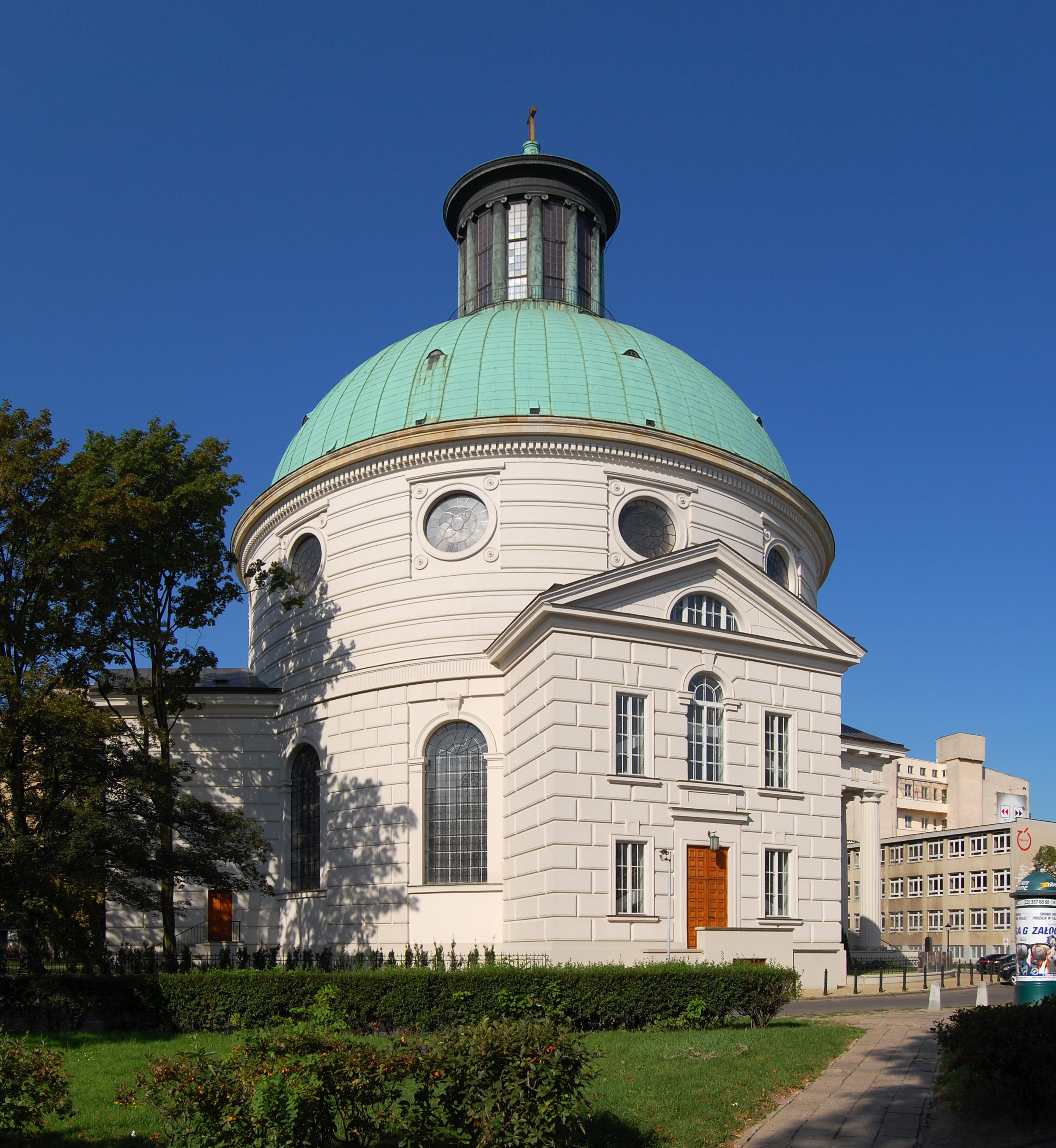
Kościół Świętej Trójcy w Warszawie

Szymon Bogumił Zug (niem. Simon Gottlieb Zug; ur. 20 lutego 1733 w Merseburgu, zm. 11 sierpnia 1807 w Warszawie) – pochodzący z Saksonii architekt działający w Polsce, przedstawiciel klasycyzmu.

## Życiorys
Od 1752 roku pracował w Saskim Urzędzie Budowy w Dreźnie, od 1756 roku w Saskim Urzędzie Budowlanym w Warszawie.
Projektant wielu klasycystycznych budowli w Polsce, tworzył w latach siedemdziesiątych i osiemdziesiątych XVIII wieku. W krajobrazowych założeniach ogrodowych reprezentował nurt preromantyczny. Sprawował opiekę architektoniczną nad Arsenałem warszawskim. Jego założenia ogrodowe to obok Arkadii Młociny (od ok. 1760 r.), Solec (1772 r.), Powązki (ok. 1772 r.), Mokotów (ok. 1775 r.), park na Książęcem (ok. 1776 r.) i na Górze (ok. 1779 r.). W tych ogrodach wzniósł szereg pawilonów, z których niektóre istnieją do dziś.
Został nobilitowany w 1768 roku przez króla Stanisława Augusta Poniatowskiego. Był wolnomularzem.
Po III rozbiorze Polski i zajęciu Warszawy przez Prusaków, nowe władze powierzyły mu nadzór architektoniczny nad Zamkiem Królewskim.
Został pochowany na cmentarzu ewangelicko-augsburskim w Warszawie (aleja 5, grób 19). Pierwotny nagrobek Zuga nie zachował się. W setną rocznicę śmierci (1907 r.) staraniem parafian został ufundowany nowy w postaci żeliwnego krzyża stojącego na cokole z piaskowca.

## Ważniejsze prace
- pałac Blanka (1762–1764)
- browar na Solcu (1768)[5]
- przebudowa pałacu Pod Czterema Wiatrami w Warszawie (1769–1771)
- pałac ks. Anny z Sapiehów Jabłonowskiej w Kocku (1770)
- pałac Potockich w Warszawie (współpraca) (1772)
- Elizeum w Warszawie (1776–1778)
- kościół ewangelicki Świętej Trójcy w Warszawie (1777–1781)
- pałac Karola de Nassau na Dynasach w Warszawie (1777–1780)
- Biały Pałacyk na Frascati (1779)
- budynki w parku w Arkadii (od 1779)
- plebania parafii ewangelicko-reformowanej w Warszawie (1780)
- zespół pałacowo-parkowy w Natolinie (1780–1782)
- wodozbiór Gruba Kaśka (1783)
- kamienica Roeslera i Hurtiga (1784–1785)
- przebudowa pałacu Brühla na Młocinach (1786)
- przebudowa wnętrz pałacu Prymasowskiego (1786)
- pałac w Międzyrzecu Koreckim na Wołyniu (ok. 1789)
- cmentarz ewangelicko-augsburski w Warszawie
- sala Kolumnowa w pałacu w Łańcucie
- pawilon ogrodowy w stylu chińskiej pagody w dolnym parku w Puławach
- przebudowa układu urbanistycznego Kocka
- rozbudowa pałacu w Jabłonnie i prace nad otaczającym go parkiem[8]

## Upamiętnienie
- W 1928 roku jego imieniem nazwano ulicę na warszawskich Bielanach[9].

## Galeria

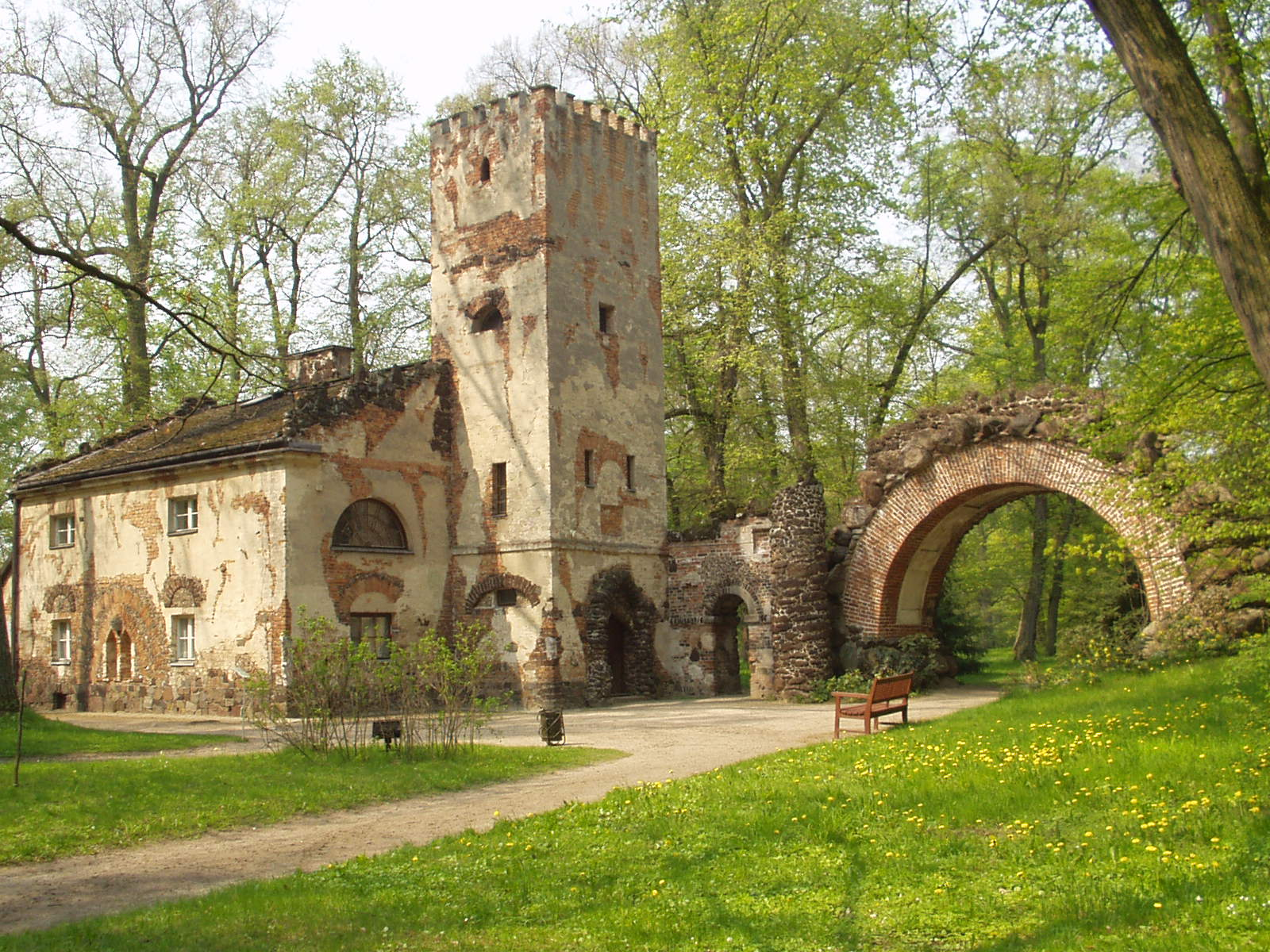
Arkadia – Łuk Grecki
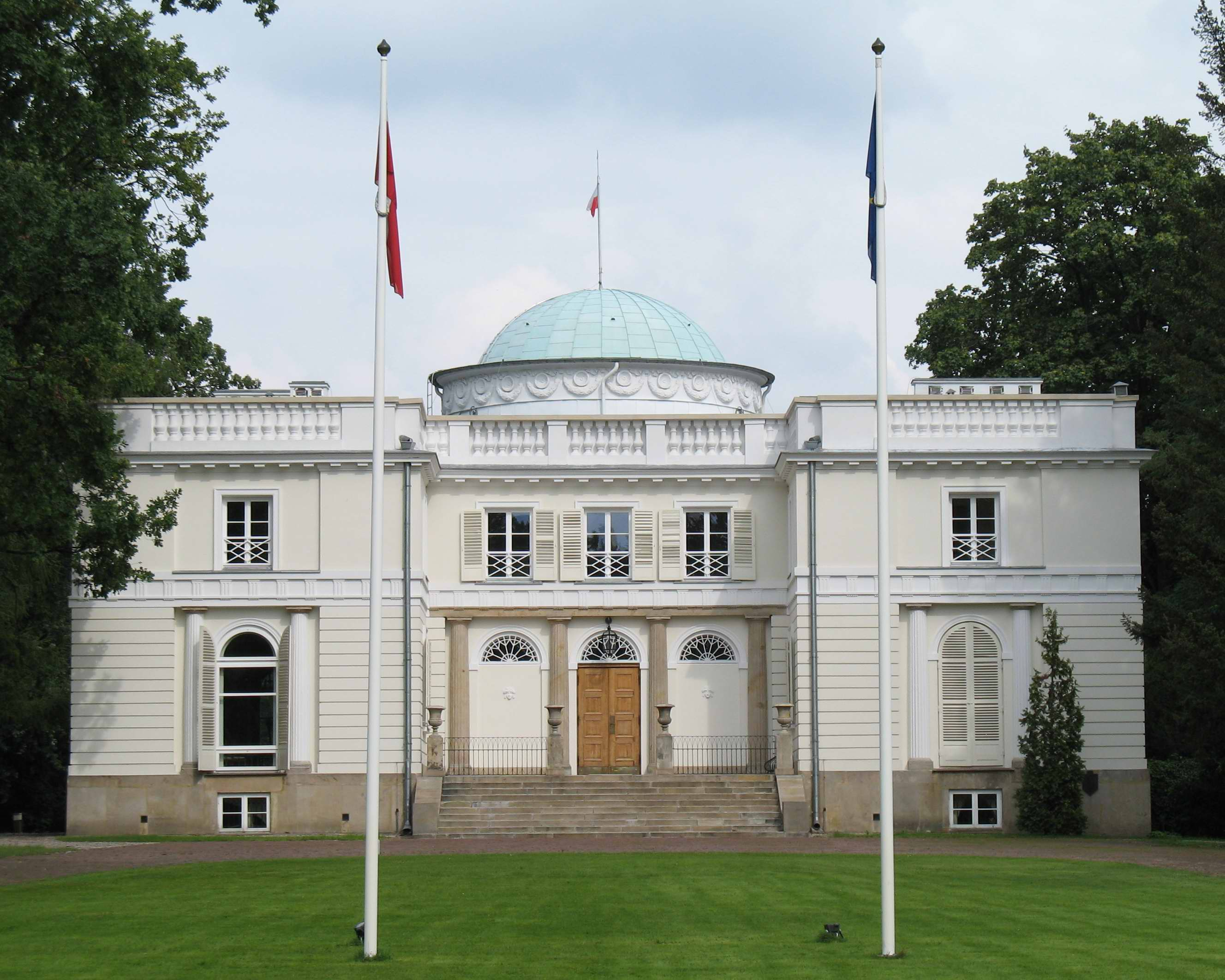
Pałac w Natolinie (przebudowany)
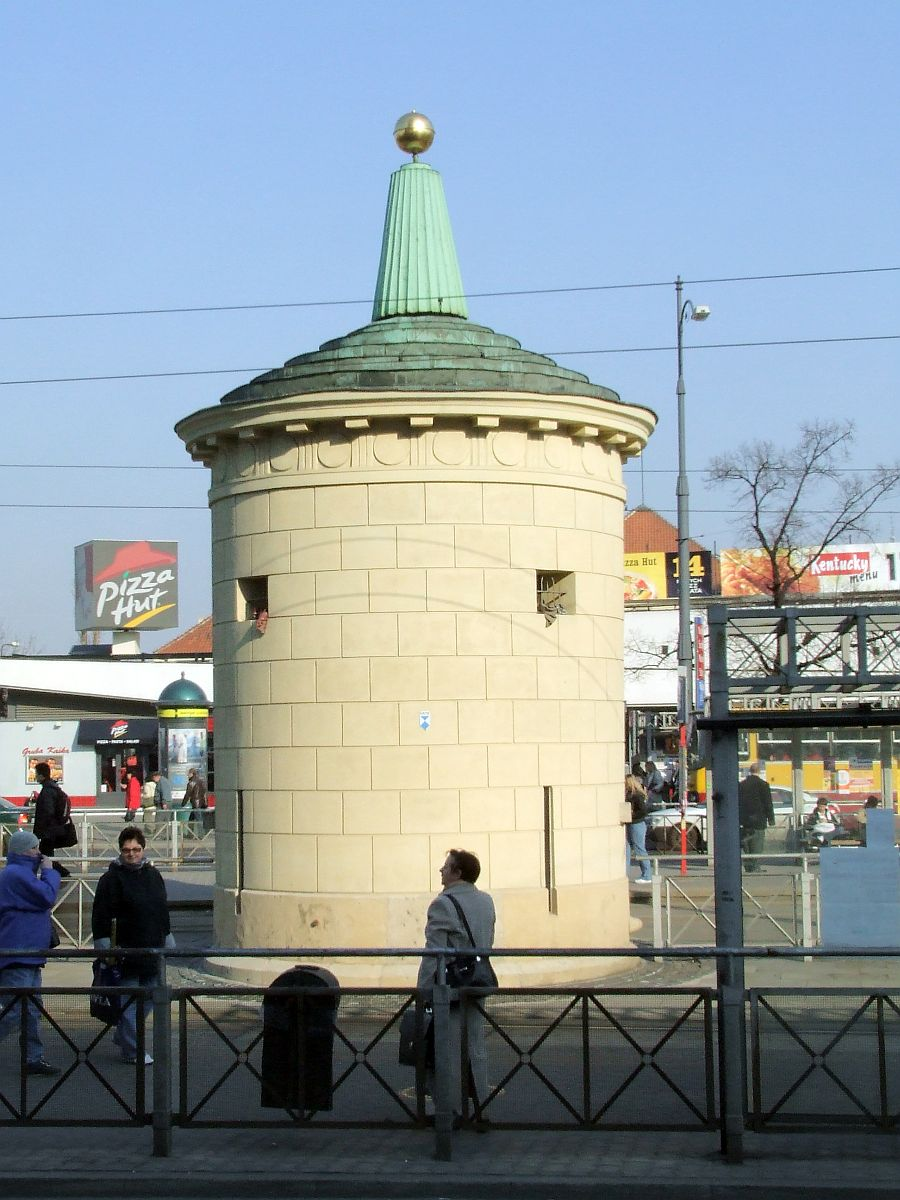
Warszawa – Gruba Kaśka (1783)
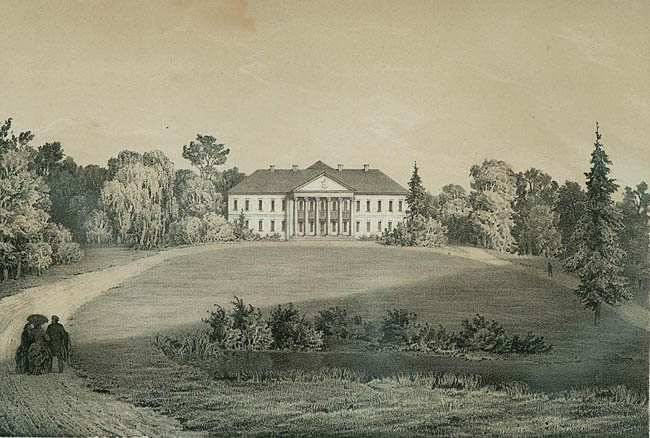
Pałac w Międzyrzecu na Wołyniu
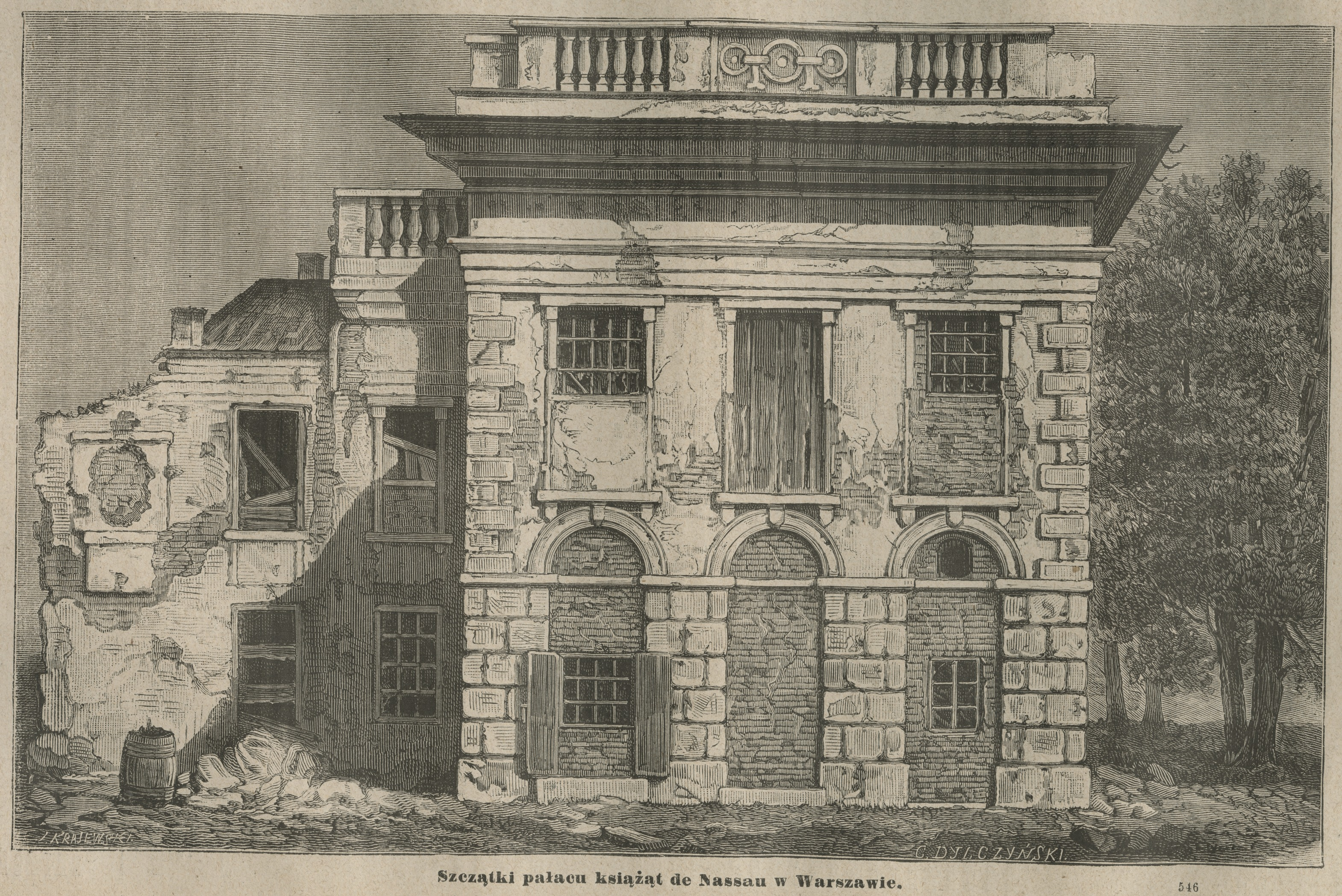
Ruiny pałacu księcia de Nassau w Warszawie (1780)
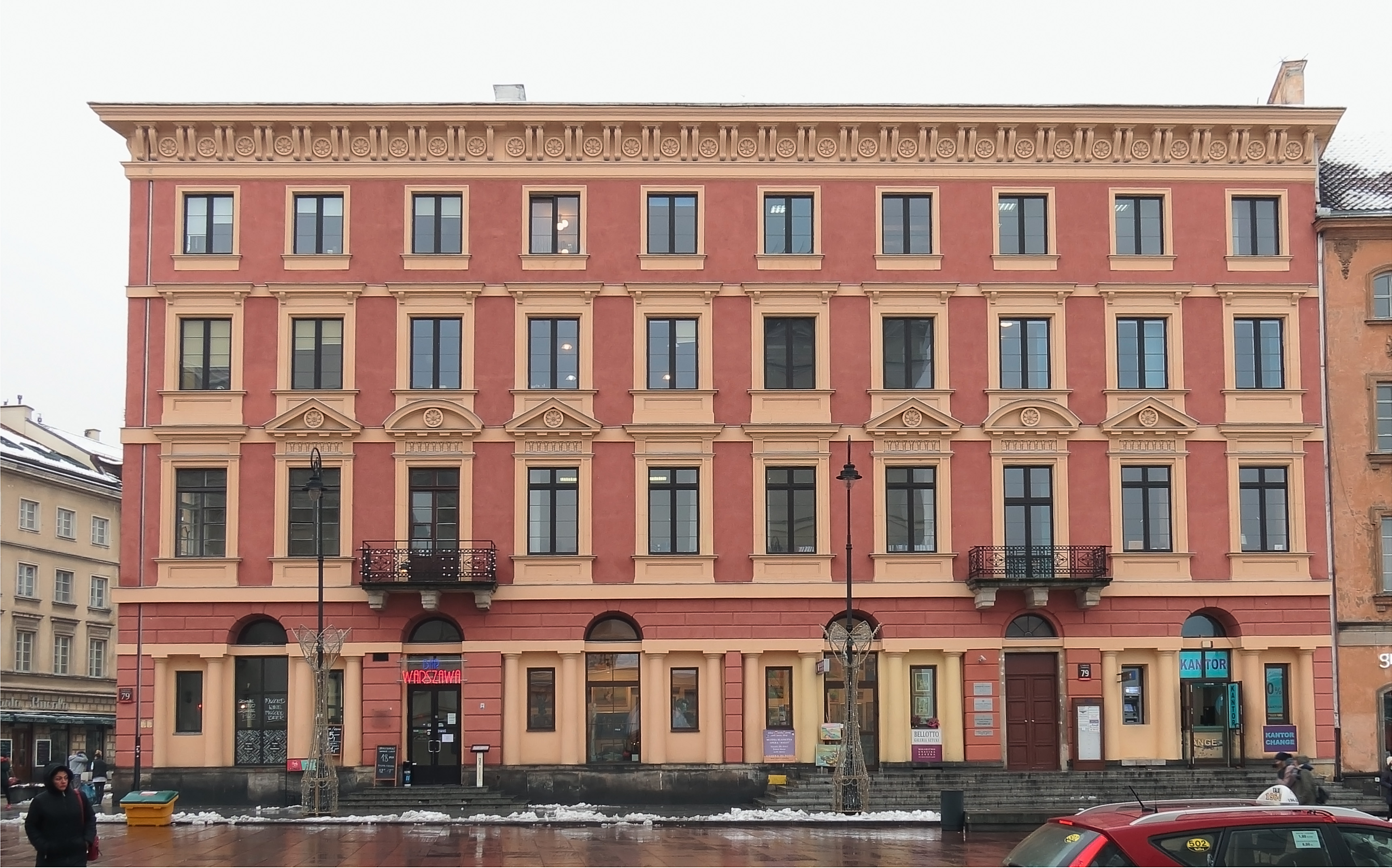
Warszawa - kamienica Roeslera i Hurtiga (1784)
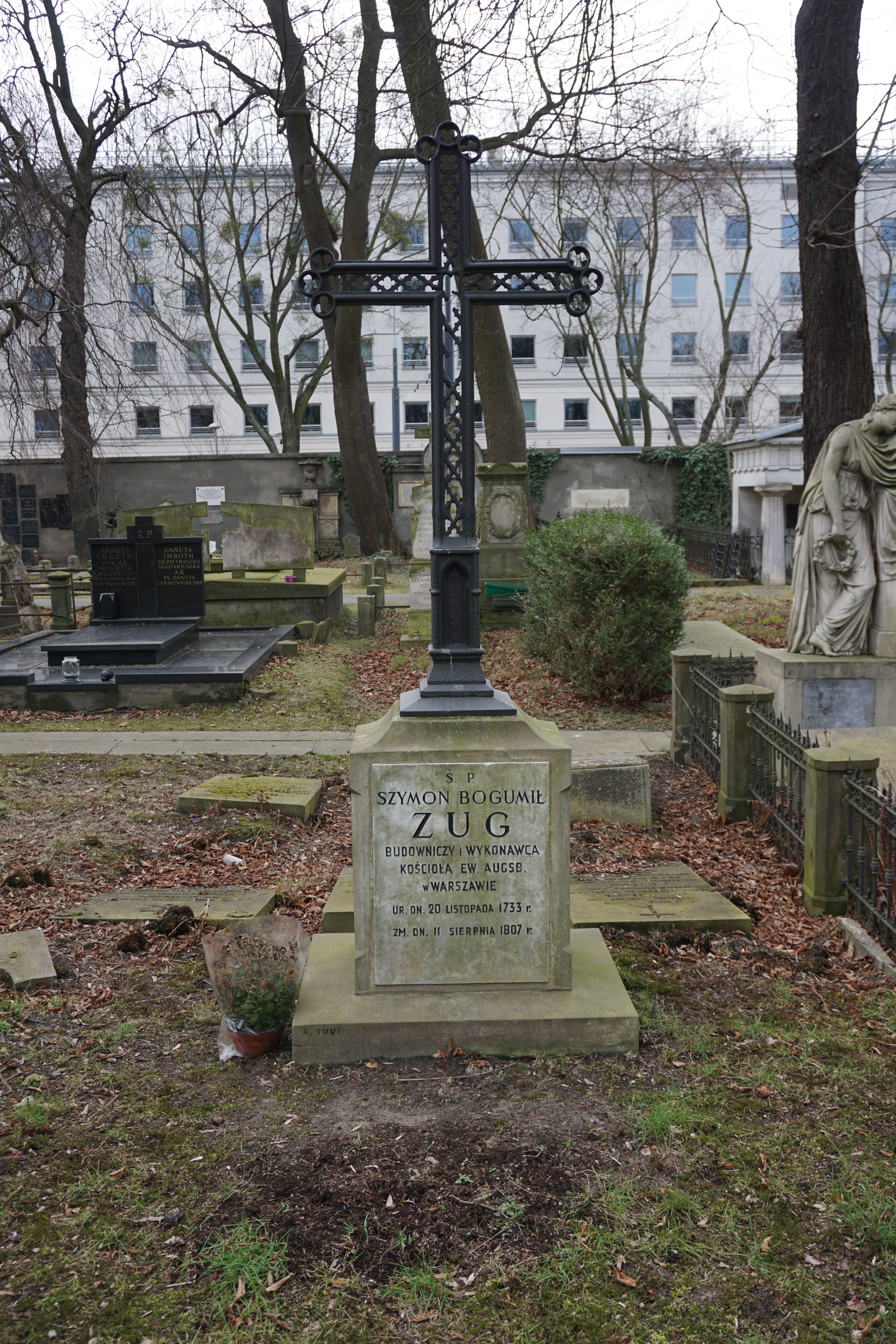
Grób Szymona Bogumiła Zuga na cmentarzu ewangelicko-augsburskim w Warszawie
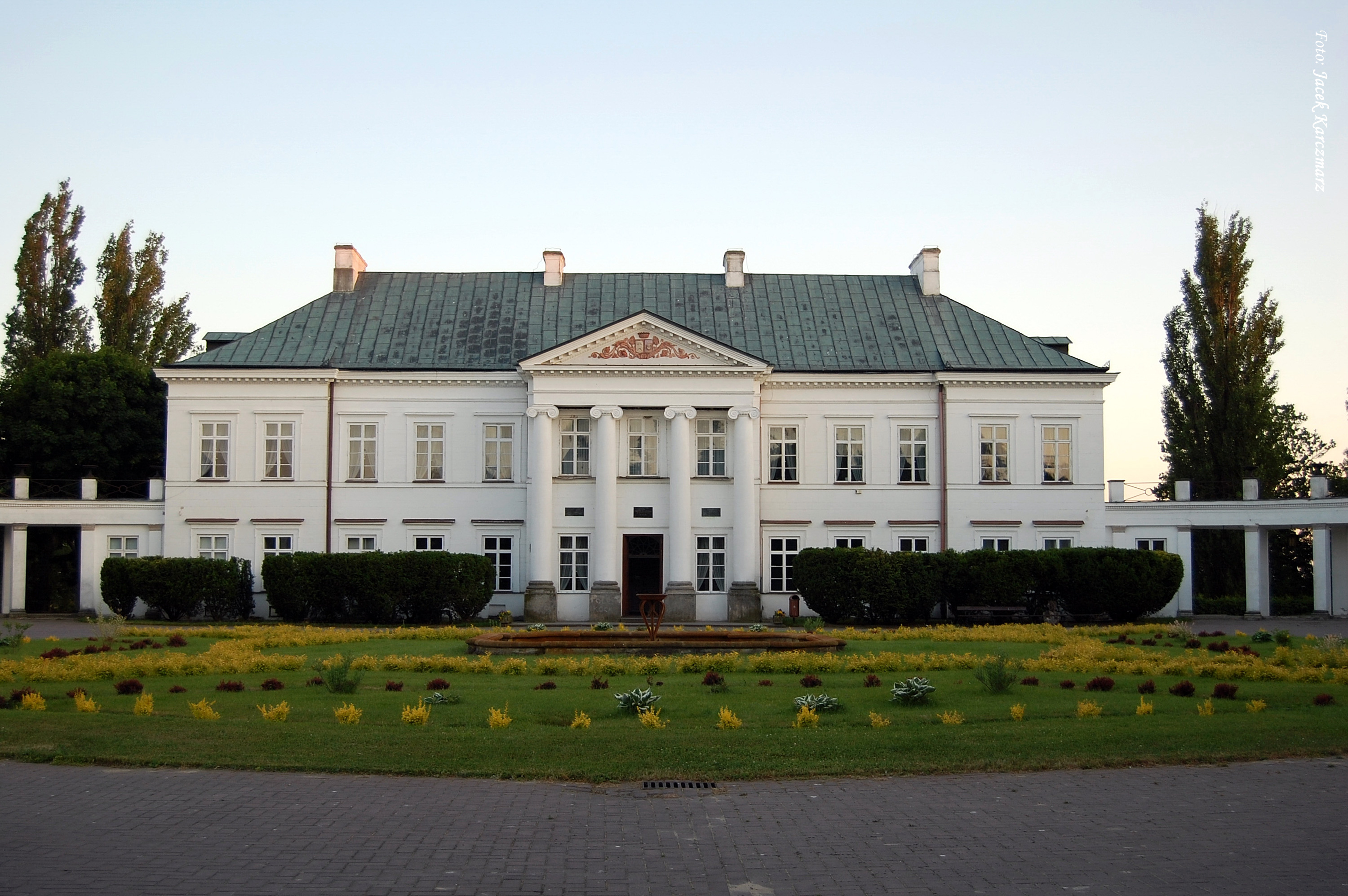
Kock – Pałac Jabłonowskiej (1770)
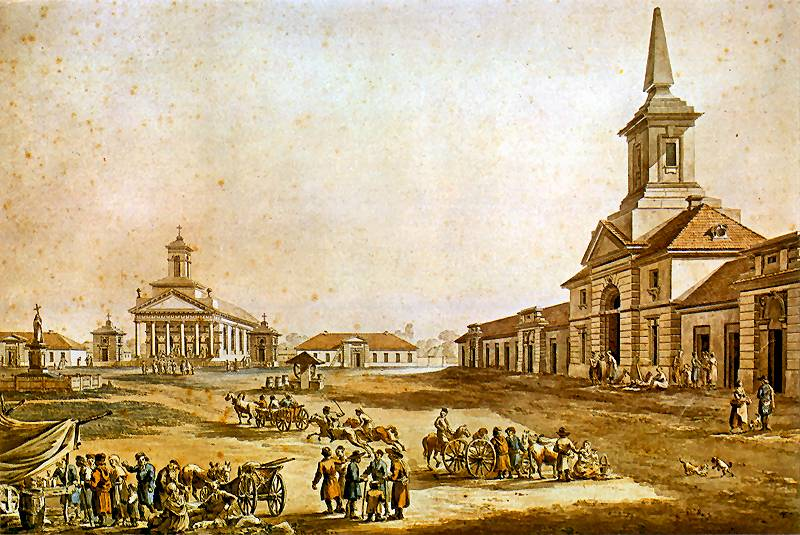
Kock - kościół i ratusz